# NORCECA Final Six maschile 2023
La NORCECA Final Six maschile 2023 si è svolta dal 19 al 24 settembre 2023 a Edmonton, in Canada: al torneo hanno partecipato sei squadre nazionali nordamericane e la vittoria finale è andata per la prima volta agli Stati Uniti.

## Impianti
|                                                                             |  |  |
|                                                                             |  |  |
| Flair Airlines Hangar Città: Edmonton Capienza: 4 000 Anno d'apertura: 1984 |  |  |

## Regolamento

### Formula
La formula ha previsto un girone all'italiana, al termine del quale:
- Le prime due classificate hanno avuto accesso alla finale per il primo posto.
- La terza e la quarta classificata hanno avuto accesso alla finale per il terzo posto.
- Le ultime due classificate hanno avuto accesso alla finale per il quinto posto.

### Criteri di classifica
Se il risultato finale è stato di 3-0 sono stati assegnati 5 punti alla squadra vincente e 0 a quella sconfitta, se il risultato finale è stato di 3-1 sono stati assegnati 4 punti alla squadra vincente e 1 a quella sconfitta, se il risultato finale è stato di 3-2 sono stati assegnati 3 punti alla squadra vincente e 2 a quella sconfitta.
L'ordine del posizionamento in classifica è stato definito in base a:
- Numero di partite vinte;
- Punti;
- Ratio dei set vinti/persi;
- Ratio dei punti realizzati/subiti;
- Risultati degli scontri diretti.

## Squadre partecipanti
| Squadra         | Qualificazione      | Ultima partecipazione |
| --------------- | ------------------- | --------------------- |
| Canada          | Paese organizzatore | Messico 2022          |
| Cuba            | Ranking NORCECA     | Messico 2022          |
| Messico         | Ranking NORCECA     | Messico 2022          |
| Porto Rico      | Ranking NORCECA     | Messico 2022          |
| Rep. Dominicana | Ranking NORCECA     | Messico 2022          |
| Stati Uniti     | Ranking NORCECA     | Messico 2022          |

## Torneo

### Risultati
| 19 settembre 2023 Flair Airlines Hangar, Edmonton Durata: 2h:02 - Spettatori: 108   | Cuba            | 2 - 3 | Messico         | 26-24, 25-22, 18-25, 17-25, 8-15  |
| 19 settembre 2023 Flair Airlines Hangar, Edmonton Durata: 1h:08 - Spettatori: 224   | Stati Uniti     | 3 - 0 | Rep. Dominicana | 25-17, 25-9, 25-19                |
| 19 settembre 2023 Flair Airlines Hangar, Edmonton Durata: 1h:36 - Spettatori: 285   | Canada          | 3 - 1 | Porto Rico      | 25-15, 25-20, 23-25, 25-20        |
| 20 settembre 2023 Flair Airlines Hangar, Edmonton Durata: 1h:02 - Spettatori: 127   | Stati Uniti     | 3 - 0 | Messico         | 25-19, 25-17, 25-19               |
| 20 settembre 2023 Flair Airlines Hangar, Edmonton Durata: 1h:32 - Spettatori: 147   | Cuba            | 3 - 1 | Porto Rico      | 25-22, 19-25, 26-24, 25-18        |
| 20 settembre 2023 Flair Airlines Hangar, Edmonton Durata: 1h:42 - Spettatori: 1 000 | Canada          | 3 - 1 | Rep. Dominicana | 21-25, 25-20, 25-16, 25-22        |
| 21 settembre 2023 Flair Airlines Hangar, Edmonton Durata: 0h:57 - Spettatori: 100   | Stati Uniti     | 3 - 0 | Porto Rico      | 25-17, 25-17, 25-11               |
| 21 settembre 2023 Flair Airlines Hangar, Edmonton Durata: 1h:03 - Spettatori: 128   | Rep. Dominicana | 0 - 3 | Messico         | 14-25, 25-27, 17-25               |
| 21 settembre 2023 Flair Airlines Hangar, Edmonton Durata: 1h:30 - Spettatori: 860   | Canada          | 3 - 1 | Cuba            | 25-22, 25-20, 23-25, 25-16        |
| 22 settembre 2023 Flair Airlines Hangar, Edmonton Durata: 1h:49 - Spettatori: 116   | Messico         | 1 - 3 | Porto Rico      | 25-17, 23-25, 26-28, 21-25        |
| 22 settembre 2023 Flair Airlines Hangar, Edmonton Durata: 1h:12 - Spettatori: 212   | Rep. Dominicana | 0 - 3 | Cuba            | 22-25, 23-25, 22-25               |
| 22 settembre 2023 Flair Airlines Hangar, Edmonton Durata: 1h:30 - Spettatori: 2 000 | Canada          | 1 - 3 | Stati Uniti     | 25-22, 14-25, 20-25, 17-25        |
| 23 settembre 2023 Flair Airlines Hangar, Edmonton Durata: 1h:53 - Spettatori: 347   | Porto Rico      | 3 - 2 | Rep. Dominicana | 25-23, 22-25, 25-16, 16-25, 16-14 |
| 23 settembre 2023 Flair Airlines Hangar, Edmonton Durata: 0h:58 - Spettatori: 513   | Stati Uniti     | 3 - 0 | Cuba            | 25-21, 25-20, 25-13               |
| 23 settembre 2023 Flair Airlines Hangar, Edmonton Durata: 1h:53 - Spettatori: 1 500 | Canada          | 2 - 3 | Messico         | 20-25, 26-28, 25-20, 25-23, 9-15  |

### Classifica
| Pos | Squadra         | Pt | G | V | P | SV | SP | Ratio  | PF  | PS  | Ratio |
| --- | --------------- | -- | - | - | - | -- | -- | ------ | --- | --- | ----- |
| 1   | Stati Uniti     | 24 | 5 | 5 | 0 | 15 | 1  | 15,000 | 397 | 275 | 1,443 |
| 2   | Canada          | 15 | 5 | 3 | 2 | 12 | 9  | 1.333  | 473 | 454 | 1,041 |
| 3   | Messico         | 12 | 5 | 3 | 2 | 10 | 10 | 1,000  | 449 | 425 | 1,056 |
| 4   | Cuba            | 12 | 5 | 2 | 3 | 9  | 10 | 0,900  | 401 | 440 | 0,911 |
| 5   | Porto Rico      | 9  | 5 | 2 | 3 | 8  | 12 | 0,666  | 413 | 466 | 0,886 |
| 6   | Rep. Dominicana | 3  | 5 | 0 | 5 | 3  | 15 | 0,200  | 354 | 427 | 0,829 |

- Qualificata alla finale per il 1º posto
- Qualificata alla finale per il 3º posto
- Qualificata alla finale per il 5º posto

### Fase finale

#### Finale 5º posto
| 24 settembre 2023 Flair Airlines Hangar, Edmonton Durata: 2h:00 - Spettatori: 450 | Porto Rico | 3 - 2 | Rep. Dominicana | 19-25, 15-25, 25-23, 25-17, 16-14 |

##### Finale 3º posto
| 24 settembre 2023 Flair Airlines Hangar, Edmonton Durata: 1h:07 - Spettatori: 777 | Messico | 3 - 0 | Cuba | 26-24, 25-17, 25-18 |

##### Finale
| 24 settembre 2023 Flair Airlines Hangar, Edmonton Durata: 1h:04 - Spettatori: 2 000 | Stati Uniti | 3 - 0 | Canada | 25-21, 25-14, 25-16 |

## Classifica finale
| Pos     | Squadra         | Rosa |
| ------- | --------------- | --- |
| Oro     | Stati Uniti     | Formazione: 2 Gooch, 4 Ewert, 6 Dvorak, 9 Knigge, 10 Gianni, 12 Rowan, 13 Gasman, 20 Rama, 21 Briggs, 22 McCauley, 23 Marshman, 25 Champlin, 26 McHenry, 27 Penrose, CT: Read                         |
| Argento | Canada          | Formazione: 4 Greves, 7 Schmidt, 10 Mamer, 11 Schoenherr, 12 Gingera, 13 Sargent, 18 Dueck, 19 Portelance, 24 Heslinga, 41 Kristjanson, 44 Byam, 48 Vincett, 87 Hollands, 88 Picklyk, CT: Lewis       |
| Bronzo  | Messico         | Formazione: 2 J. Hernández, 3 Bravo, 5 Parra, 6 J. López, 8 Mendoza, 11 B. López, 16 Chávez, 17 Izaguirre, 18 Sanay, 19 L. Hernández, 22 Dominguez, 23 Sánchez, 48 F. Hernández, 96 García, CT: Azair |
| 4       | Cuba            | Formazione: 1 Chirino, 5 Iglesias, 6 Y. González, 7 Ricardo, 9 A. González, 10 T. Suárez, 11 Á. Suárez, 12 Gómez, 14 Valle, 15 Léon, 17 Contreras, 20 Rodríguez, CT: Espinosa                         |
| 5       | Porto Rico      | Formazione: 2 Lawrence, 4 Rivera, 5 Lamboy, 8 Huyke, 20 Albaladejo, 21 Figueroa, 23 Vargas, 24 Rosich, 25 Feliciano, 26 Hernández, 27 Santa Cruz, CT: de Jesús                                        |
| 6       | Rep. Dominicana | Formazione: 2 Reinoso, 5 Mesa, 7 de Jesús, 8 Castillo, 9 Gómez, 10 Toribio, 12 Almonte, 13 Molina, 15 Rosario, 17 Figueroa, 18 Ortiz, CT: Gutiérrez                                                   |

## Premi individuali
| Premio                | Nome               | Squadra     |
| --------------------- | ------------------ | ----------- |
| MVP                   | Patrick Gasman     | Stati Uniti |
| Miglior realizzatore  | Klistan Lawrence   | Porto Rico  |
| Miglior servizio      | Jordan Ewert       | Stati Uniti |
| Miglior difesa        | Álvaro Ricardo     | Cuba        |
| Miglior ricevitore    | Álvaro Ricardo     | Cuba        |
| Miglior palleggiatore | Andrew Rowan       | Stati Uniti |
| Miglior opposto       | Alejandro González | Cuba        |
| Miglior schiacciatore | Jordan Ewert       | Stati Uniti |
| Miglior schiacciatore | Ethan Champlin     | Stati Uniti |
| Miglior centrale      | Patrick Gasman     | Stati Uniti |
| Miglior centrale      | Moisés Ortiz       | Cuba        |
| Miglior libero        | Joniel Albaladejo  | Porto Rico  |